# Giro d'Italia 1936
Il Giro d'Italia 1936, ventiquattresima edizione della "Corsa Rosa", si svolse in diciannove tappe dal 16 maggio al 7 giugno 1936, per un percorso totale di 3 766 km, e fu vinto da Gino Bartali davanti a Giuseppe Olmo e Severino Canavesi.
Su 89 partenti arrivarono al traguardo finale dell'Arena Civica 45 corridori. Per la prima volta non furono invitati corridori stranieri. Partecipò per l'ultima volta il quarantunenne Costante Girardengo, che si ritirò alla quarta tappa; altro ritiro eccellente fu quello di Learco Guerra, che travolto dal cavallo imbizzarrito di un calesse finì in ospedale con un braccio rotto, abbandonando nella tredicesima frazione.
La corsa vide Giuseppe Olmo e Aldo Bini guidare insieme la classifica generale al termine della sesta tappa, per pari tempo (39h32'48") e pari somma di piazzamenti (totale 30): i due ripartirono da Napoli entrambi in maglia rosa, una novità per la corsa; al termine della nona tappa fu invece Gino Bartali a indossare la maglia rosa, mantenendola poi per altre dieci tappe fino a Milano. Per la prima volta venne affrontata una cronoscalata, sul Terminillo, vinta da Olmo (ben dieci successi di tappa per lui a fine Giro).

## Tappe

Giuseppe Olmo e Learco Guerra al Giro d'Italia del 1936, vinto da Gino Bartali.

| Tappa  | Data      | Percorso                               | km    | Vincitore di tappa | Leader cl. generale     |
| ------ | --------- | -------------------------------------- | ----- | ------------------ | ----------------------- |
| 1ª     | 16 maggio | Milano > Torino                        | 161   | Giuseppe Olmo      | Giuseppe Olmo           |
| 2ª     | 17 maggio | Torino > Genova                        | 206   | Aldo Bini          | Aldo Bini               |
| 3ª     | 18 maggio | Genova > Montecatini Terme             | 226   | Raffaele Di Paco   | Aldo Bini               |
|        | 19 maggio | giorno di riposo                       |       |                    |                         |
| 4ª     | 20 maggio | Montecatini Terme > Grosseto           | 220   | Fabio Battesini    | Aldo Bini               |
| 5ª     | 21 maggio | Grosseto > Roma                        | 248   | Giuseppe Olmo      | Aldo Bini               |
|        | 22 maggio | giorno di riposo                       |       |                    |                         |
| 6ª     | 23 maggio | Roma > Napoli                          | 230   | Giuseppe Olmo      | Aldo Bini Giuseppe Olmo |
| 7ª     | 24 maggio | Napoli > Bari                          | 283   | Raffaele Di Paco   | Giuseppe Olmo           |
|        | 25 maggio | giorno di riposo                       |       |                    |                         |
| 8ª     | 26 maggio | Bari > Campobasso                      | 243   | Olimpio Bizzi      | Giuseppe Olmo           |
| 9ª     | 27 maggio | Campobasso > L'Aquila                  | 204,5 | Gino Bartali       | Gino Bartali            |
| 10ª    | 28 maggio | L'Aquila > Rieti                       | 117   | Raffaele Di Paco   | Gino Bartali            |
| 11ª    | 29 maggio | Rieti > Terminillo (cron. individuale) | 20    | Giuseppe Olmo      | Gino Bartali            |
| 12ª    | 30 maggio | Rieti > Firenze                        | 292   | Giuseppe Olmo      | Gino Bartali            |
| 13ª    | 31 maggio | Firenze > Cesenatico                   | 139   | Giuseppe Olmo      | Gino Bartali            |
| 14ª    | 1º giugno | Cesenatico > Ferrara                   | 155   | Raffaele Di Paco   | Gino Bartali            |
| 15ª-1ª | 2 giugno  | Ferrara > Padova                       | 106   | Raffaele Di Paco   | Gino Bartali            |
| 15ª-2ª | 2 giugno  | Padova > Venezia (cron. individuale)   | 39,5  | Giuseppe Olmo      | Gino Bartali            |
|        | 3 giugno  | giorno di riposo                       |       |                    |                         |
| 16ª    | 4 giugno  | Venezia > Legnago                      | 183   | Giuseppe Olmo      | Gino Bartali            |
| 17ª-1ª | 5 giugno  | Legnago > Riva del Garda               | 139   | Giuseppe Olmo      | Gino Bartali            |
| 17ª-2ª | 5 giugno  | Riva del Garda > Gardone Riviera       | 100   | Gino Bartali       | Gino Bartali            |
| 18ª    | 6 giugno  | Gardone Riviera > Salsomaggiore Terme  | 206   | Gino Bartali       | Gino Bartali            |
| 19ª    | 7 giugno  | Salsomaggiore Terme > Milano           | 248   | Raffaele Di Paco   | Gino Bartali            |
| Totale | Totale    | Totale                                 | 3 766 |                    |                         |

## Squadre e corridori partecipanti
Parteciparono alla corsa 89 ciclisti, 47 in rappresentanza di 7 squadre, da massimo sette ciclisti, e 42 senza squadra, o "isolati".
| N.     | Cod. | Squadra |
| ------ | ---- | ------- |
| 1-7    |      | Bianchi |
| 8-14   |      | Legnano |
| 15-20  |      | Maino   |
| 21-27  |      | Gloria  |
| 28-33  |      | Fréjus  |
| 34-40  |      | Dei     |
| 41-47  |      | Ganna   |
| 61-105 |      | Isolati |

## Dettagli delle tappe

### 1ª tappa
- 16 maggio: Milano > Torino – 161 km

Risultati
| Pos. | Corridore     | Squadra | Tempo    |
| ---- | ------------- | ------- | -------- |
| 1    | Giuseppe Olmo | Bianchi | 4h37'01" |
| 2    | Aldo Bini     | Maino   | s.t.     |
| 3    | Olimpio Bizzi | Fréjus  | s.t.     |

### 2ª tappa
- 17 maggio: Torino > Genova – 206 km

Risultati
| Pos. | Corridore     | Squadra | Tempo    |
| ---- | ------------- | ------- | -------- |
| 1    | Aldo Bini     | Maino   | 6h04'00" |
| 2    | Elio Maldini  | Fréjus  | s.t.     |
| 3    | Alfredo Bovet | Bianchi | s.t.     |

### 3ª tappa
- 18 maggio: Genova > Montecatini Terme – 226 km

Risultati
| Pos. | Corridore        | Squadra | Tempo    |
| ---- | ---------------- | ------- | -------- |
| 1    | Raffaele Di Paco | Dei     | 7h20'30" |
| 2    | Learco Guerra    | Legnano | s.t.     |
| 3    | Aldo Bini        | Maino   | s.t.     |

### 4ª tappa
- 20 maggio: Montecatini Terme > Grosseto – 220 km

Risultati
| Pos. | Corridore       | Squadra | Tempo    |
| ---- | --------------- | ------- | -------- |
| 1    | Fabio Battesini | Legnano | 6h56'27" |
| 2    | Pietro Rimoldi  | Ganna   | s.t.     |
| 3    | Antonio Folco   | Isolati | s.t.     |

### 5ª tappa
- 21 maggio: Grosseto > Roma – 248 km

Risultati
| Pos. | Corridore        | Squadra | Tempo    |
| ---- | ---------------- | ------- | -------- |
| 1    | Giuseppe Olmo    | Bianchi | 7h53'00" |
| 2    | Learco Guerra    | Legnano | s.t.     |
| 3    | Raffaele Di Paco | Dei     | s.t.     |

### 6ª tappa
- 23 maggio: Roma > Napoli – 230 km

Risultati
| Pos. | Corridore          | Squadra | Tempo    |
| ---- | ------------------ | ------- | -------- |
| 1    | Giuseppe Olmo      | Bianchi | 6h41'50" |
| 2    | Raffaele Di Paco   | Dei     | s.t.     |
| 3    | Giovanni Cazzulani | Gloria  | s.t.     |

### 7ª tappa
- 24 maggio: Napoli > Bari – 283 km

Risultati
| Pos. | Corridore        | Squadra | Tempo    |
| ---- | ---------------- | ------- | -------- |
| 1    | Raffaele Di Paco | Dei     | 9h48'52" |
| 2    | Olimpio Bizzi    | Fréjus  | s.t.     |
| 3    | Giuseppe Olmo    | Bianchi | s.t.     |

### 8ª tappa
- 26 maggio: Bari > Campobasso – 243 km

Risultati
| Pos. | Corridore     | Squadra | Tempo    |
| ---- | ------------- | ------- | -------- |
| 1    | Olimpio Bizzi | Fréjus  | 8h19'35" |
| 2    | Giuseppe Olmo | Bianchi | s.t.     |
| 3    | Learco Guerra | Legnano | s.t.     |

### 9ª tappa
- 27 maggio: Campobasso > L'Aquila – 204,5 km

Risultati
| Pos. | Corridore         | Squadra | Tempo    |
| ---- | ----------------- | ------- | -------- |
| 1    | Gino Bartali      | Legnano | 6h50'15" |
| 2    | Cesare Del Cancia | Ganna   | s.t.     |
| 3    | Giovanni Valetti  | Fréjus  | s.t.     |

### 10ª tappa
- 28 maggio: L'Aquila > Rieti – 117 km

Risultati
| Pos. | Corridore        | Squadra | Tempo    |
| ---- | ---------------- | ------- | -------- |
| 1    | Raffaele Di Paco | Dei     | 3h45'20" |
| 2    | Giuseppe Olmo    | Bianchi | s.t.     |
| 3    | Learco Guerra    | Legnano | s.t.     |

### 11ª tappa
- 29 maggio: Rieti > Terminillo – Cronometro individuale – 20 km

Risultati
| Pos. | Corridore      | Squadra | Tempo  |
| ---- | -------------- | ------- | ------ |
| 1    | Giuseppe Olmo  | Bianchi | 55'12" |
| 2    | Adalino Mealli | Legnano | a 19"  |
| 3    | Gino Bartali   | Legnano | a 35"  |

### 12ª tappa
- 30 maggio: Rieti > Firenze – 292 km

Risultati
| Pos. | Corridore        | Squadra | Tempo    |
| ---- | ---------------- | ------- | -------- |
| 1    | Giuseppe Olmo    | Bianchi | 9h12'33" |
| 2    | Raffaele Di Paco | Dei     | s.t.     |
| 3    | Elio Maldini     | Fréjus  | s.t.     |

### 13ª tappa
- 31 maggio: Firenze > Cesenatico – 139 km

Risultati
| Pos. | Corridore     | Squadra | Tempo    |
| ---- | ------------- | ------- | -------- |
| 1    | Giuseppe Olmo | Bianchi | 3h49'00" |
| 2    | Elio Maldini  | Fréjus  | s.t.     |
| 3    | Gino Bartali  | Legnano | s.t.     |

### 14ª tappa
- 1º giugno: Cesenatico > Ferrara – 155 km

Risultati
| Pos. | Corridore          | Squadra | Tempo    |
| ---- | ------------------ | ------- | -------- |
| 1    | Raffaele Di Paco   | Dei     | 4h50'47" |
| 2    | Giuseppe Olmo      | Bianchi | s.t.     |
| 3    | Giovanni Cazzulani | Gloria  | s.t.     |

### 15ª tappa
- 2 giugno: Ferrara > Padova – 106 km

Risultati
| Pos. | Corridore          | Squadra | Tempo    |
| ---- | ------------------ | ------- | -------- |
| 1    | Raffaele Di Paco   | Dei     | 2h35'31" |
| 2    | Vasco Bergamaschi  | Maino   | s.t.     |
| 3    | Giovanni Cazzulani | Gloria  | s.t.     |

### 16ª tappa
- 2 giugno: Padova > Venezia – Cronometro individuale – 39,5 km

Risultati
| Pos. | Corridore         | Squadra | Tempo   |
| ---- | ----------------- | ------- | ------- |
| 1    | Giuseppe Olmo     | Bianchi | 59'22"  |
| 2    | Raffaele Di Paco  | Dei     | a 14"   |
| 3    | Vasco Bergamaschi | Maino   | a 1'06" |

### 17ª tappa
- 4 giugno: Venezia > Legnago – 183 km

Risultati
| Pos. | Corridore        | Squadra | Tempo    |
| ---- | ---------------- | ------- | -------- |
| 1    | Giuseppe Olmo    | Bianchi | 5h38'00" |
| 2    | Raffaele Di Paco | Dei     | s.t.     |
| 3    | Pietro Rimoldi   | Ganna   | s.t.     |

### 18ª tappa
- 5 giugno: Legnago > Riva del Garda – 139 km

Risultati
| Pos. | Corridore         | Squadra | Tempo    |
| ---- | ----------------- | ------- | -------- |
| 1    | Giuseppe Olmo     | Bianchi | 4h35'16" |
| 2    | Cesare Del Cancia | Ganna   | s.t.     |
| 3    | Gino Bartali      | Legnano | s.t.     |

### 19ª tappa
- 5 giugno: Riva del Garda > Gardone Riviera – 100 km

Risultati
| Pos. | Corridore       | Squadra | Tempo    |
| ---- | --------------- | ------- | -------- |
| 1    | Gino Bartali    | Legnano | 3h37'00" |
| 2    | Elio Maldini    | Fréjus  | s.t.     |
| 3    | Fabio Battesini | Legnano | s.t.     |

### 20ª tappa
- 6 giugno: Gardone Riviera > Salsomaggiore Terme – 206 km

Risultati
| Pos. | Corridore           | Squadra | Tempo    |
| ---- | ------------------- | ------- | -------- |
| 1    | Gino Bartali        | Legnano | 7h09'35" |
| 2    | Raffaele Di Paco    | Dei     | a 19"    |
| 3    | Domenico Piemontesi | Bianchi | s.t.     |

### 21ª tappa
- 7 giugno: Salsomaggiore Terme > Milano – 248 km

Risultati
| Pos. | Corridore        | Squadra | Tempo    |
| ---- | ---------------- | ------- | -------- |
| 1    | Raffaele Di Paco | Dei     | 8h25'20" |
| 2    | Giuseppe Olmo    | Ganna   | s.t.     |
| 3    | Pietro Rimoldi   | Ganna   | s.t.     |

## Classifiche della corsa

### Classifica generale - Maglia rosa
| Pos. | Corridore           | Squadra | Tempo      |
| ---- | ------------------- | ------- | ---------- |
| 1    | Gino Bartali        | Legnano | 120h12'30" |
| 2    | Giuseppe Olmo       | Bianchi | a 2'36"    |
| 3    | Severino Canavesi   | Ganna   | a 7'49"    |
| 4    | Adalino Mealli      | Legnano | a 14'04"   |
| 5    | Giovanni Valetti    | Fréjus  | a 14'15"   |
| 6    | Domenico Piemontesi | Bianchi | a 16'31"   |
| 7    | Ambrogio Morelli    | Ganna   | a 17'44"   |
| 8    | Vasco Bergamaschi   | Maino   | a 18'35"   |
| 9    | Enrico Mollo        | Gloria  | a 19'27"   |
| 10   | Edoardo Molinar     | Isolati | a 20'48"   |

### Classifica del Gran Premio della Montagna
| Pos. | Corridore         | Squadra | Punti |
| ---- | ----------------- | ------- | ----- |
| 1    | Gino Bartali      | Legnano | 38,5  |
| 2    | Severino Canavesi | Ganna   | 25    |
| 3    | Edoardo Molinar   | Isolati | 11    |
| 4    | Enrico Mollo      | Gloria  | 10    |
| 5    | Adalino Mealli    | Legnano | 6     |

### Classifica isolati - Maglia bianca
| Pos. | Corridore        | Squadra | Tempo      |
| ---- | ---------------- | ------- | ---------- |
| 1    | Edoardo Molinar  | Isolati | 120h33'18" |
| 2    | Mario Vicini     | Isolati | a 17'13"   |
| 3    | Luigi Macchi     | Isolati | a 24'25"   |
| 4    | Fausto Montesi   | Isolati | a 26'16"   |
| 5    | Aurelio Scazzola | Isolati | a 41'18"   |

### Classifica a squadre
| Pos. | Squadra | Tempo      |
| ---- | ------- | ---------- |
| 1    | Legnano | 361h29'35" |
| 2    | Ganna   | a 4'59"    |
| 3    | Bianchi | a 6'59"    |
| 4    | Fréjus  | a 22'02"   |
| 5    | Gloria  | a 29'39"   |